# حاجي أباد بستيجيان (حومة دامغان)
حاجي أباد بستيجيان (بالفارسية: حاجی‌آباد بستیجیان) هي مستوطنة تقع في إيران في منطقة مركزية ريفية. يقدر عدد سكانها بـ 163 نسمة بحسب إحصاء 2016.